# 김정길 (탁구 선수)
김정길(1986년 5월 28일~)은 대한민국의 장애인 탁구 선수로, 2016년 하계 패럴림픽에서 금메달을 획득했다.